# Mariana Goth
Mariana Goth (Mariana Goth-Condovici după căsătorie, n. 16 ianuarie 1949, Brad, Hunedoara, România) este o fostă alergătoare română.

## Biografie
Sportiva este multiplă campioană națională și balcanică în probele de 100 m și 200 m și a stabilit șapte recorduri naționale. La Jocurile Europene de Juniori din 1968 a cucerit atât la 100 m cât și la 200 m medalia de bronz.
La Campionatul European din 1969 de la Atena ea a ocupat locul 6 la 200 m, fiind prima româncă calificată în finala acestei probe. A mai participat la Universiada din 1970 și la Campionatul European în sală din 1972 dar nu a reușit să se califice în finală. Maestră a Sportului.
A emigrat în Germania.

## Realizări
| An   | Competiție                            | Locație            | Loc | Eveniment | Note  |
| ---- | ------------------------------------- | ------------------ | --- | --------- | ----- |
| 1968 | Jocurile Europene de Juniori (sub 19) | Leipzig, RDG       | 3   | 100 m     | 11,6  |
| 1968 | Jocurile Europene de Juniori (sub 19) | Leipzig, RDG       | 3   | 200 m     | 24,0  |
| 1968 | Jocurile Balcanice                    | Pireu, Grecia      | 2   | 100 m     | 12,0  |
| 1968 | Jocurile Balcanice                    | Pireu, Grecia      | 1   | 200 m     | 24,7  |
| 1968 | Jocurile Balcanice                    | Pireu, Grecia      | 2   | 4x100 m   | 47,3  |
| 1969 | Jocurile Balcanice                    | Sofia, Bulgaria    | 1   | 100 m     | 11,9  |
| 1969 | Jocurile Balcanice                    | Sofia, Bulgaria    | 1   | 200 m     | 23,6  |
| 1969 | Jocurile Balcanice                    | Sofia, Bulgaria    | 1   | 4x100 m   | 45,8  |
| 1969 | Campionatul European                  | Atena, Grecia      | 15  | 100 m     | NS    |
| 1969 | Campionatul European                  | Atena, Grecia      | 6   | 200 m     | 23,9  |
| 1970 | Jocurile Balcanice                    | București, România | 1   | 100 m     | 11,5  |
| 1970 | Jocurile Balcanice                    | București, România | 2   | 200 m     | 24,0  |
| 1970 | Jocurile Balcanice                    | București, România | 2   | 4x100 m   | 46,0  |
| 1970 | Universiada                           | Torino, Italia     | 16  | 100 m     | 12,0  |
| 1971 | Jocurile Balcanice                    | Zagreb, Iugoslavia | 2   | 100 m     | 12,0  |
| 1971 | Jocurile Balcanice                    | Zagreb, Iugoslavia | 2   | 200 m     | 24,3  |
| 1971 | Jocurile Balcanice                    | Zagreb, Iugoslavia | 1   | 4x100 m   | 45,7  |
| 1972 | Campionatul European în sală          | Grenoble, Franța   | 17  | 50 m      | 6,60  |
| 1973 | Jocurile Balcanice                    | Pireu, Grecia      | 3   | 100 m     | 12,04 |
| 1973 | Jocurile Balcanice                    | Pireu, Grecia      | 2   | 200 m     | 24,19 |
| 1973 | Jocurile Balcanice                    | Pireu, Grecia      | 3   | 4x100 m   | 46,73 |